# Нашрихаб
Нашрихаб — местный правитель Хатры, древнего города, расположенного на территории современного Ирака. Нашрихаб известен из многочисленных надписей наследовавшего ему его сына Нашру, из которых следует, что он правил примерно с 120 по 125 год. В надписях его титул пишется как mry'  (господин). Он был, скорее всего, сыном Элкуда, правившего до него.